# Pseudoschmidtia integra
Pseudoschmidtia integra är en insektsart som beskrevs av Marius Descamps 1964. Pseudoschmidtia integra ingår i släktet Pseudoschmidtia och familjen Euschmidtiidae. Inga underarter finns listade i Catalogue of Life.